# Аннеймед 10
Аннеймед 10 (англ. Unnamed 10) — індіанська резервація в Канаді, у провінції Британська Колумбія, у межах регіону Стекін.

## Населення
За даними перепису 2016 року, індіанська резервація нараховувала 28 осіб. Середня густина населення становила 1 044,8 осіб/км².

## Клімат
Середня річна температура становить 1,4°C, середня максимальна – 15,7°C, а середня мінімальна – -14,8°C. Середня річна кількість опадів – 381 мм.
| Клімат поселення                              | Клімат поселення | Клімат поселення | Клімат поселення | Клімат поселення | Клімат поселення | Клімат поселення | Клімат поселення | Клімат поселення | Клімат поселення | Клімат поселення | Клімат поселення | Клімат поселення | Клімат поселення |
| Показник                                      | Січ.             | Лют.             | Бер.             | Квіт.            | Трав.            | Черв.            | Лип.             | Серп.            | Вер.             | Жовт.            | Лист.            | Груд.            |                  |
| Середній максимум, °C                         | −3,73            | −3,8             | −0,98            | 5,63             | 10,72            | 15,28            | 15,68            | 14,96            | 10,91            | 6,67             | −0,37            | −3,01            |                  |
| Середня температура, °C                       | −9,21            | −9,28            | −6,46            | 0,15             | 5,22             | 9,78             | 12,74            | 12,00            | 7,94             | 3,71             | −3,33            | −5,96            |                  |
| Середній мінімум, °C                          | −14,7            | −14,78           | −11,95           | −5,34            | −0,26            | 4,31             | 9,76             | 9,04             | 4,97             | 0,74             | −6,28            | −8,92            |                  |
| Норма опадів, мм                              | 42               | 26               | 20               | 11               | 19               | 29               | 35               | 39               | 43               | 46               | 38               | 33               |                  |
| Середньомісячна швидкість вітру, м/с          | 2.30             | 2.50             | 2.70             | 2.70             | 2.70             | 2.50             | 2.23             | 2.19             | 2.30             | 2.60             | 2.40             | 2.40             |                  |
| Середньомісячна сонячна радіація, кДж/м²·день | 1368             | 3785             | 8516             | 15001            | 18714            | 19784            | 17204            | 13830            | 8405             | 4171             | 1795             | 671              |                  |
| --------------------------------------------- | ---------------- | ---------------- | ---------------- | ---------------- | ---------------- | ---------------- | ---------------- | ---------------- | ---------------- | ---------------- | ---------------- | ---------------- | ---------------- |
| Джерело:                                      |                  |                  |                  |                  |                  |                  |                  |                  |                  |                  |                  |                  |                  |